# 布泰 (路易斯安那州)
布泰（英語：Butte）是位於美國路易斯安那州聖查爾斯堂區的一個普查規定居民點。

## 人口
根據2020年美國人口普查的數據，布泰的面積為35.85平方千米，當中陸地面積為35.70平方千米，而水域面積為0.15平方千米。當地共有人口3054人，而人口密度為每平方千米85.19人。